# Hotel Gellért
Hotel Gellért (Hongaars: Gellért szállóda) ligt in Boedapest, aan de Boedazijde, ter hoogte van de Sint Gellértheuvel en de Citadel. Hotel Gellért ligt aan het Szent Gellért tér 1, aan de Kelenhgyi út 4, wijk XI en nabij de Vrijheidsbrug (Szabadság-hid). Het hotel diende mede als inspiratiebron voor de film The Grand Budapest Hotel.

## Hotel
Het hotel, aan de voet van de Gellértheuvel, was ooit een van de mooiste, modernste en duurste hotels van Boedapest. Met de bouw werd gestart in 1912, maar door het uitbreken van de Eerste Wereldoorlog kon het pas in september 1918 worden geopend. Het gebouw werd ontworpen door Ármin Hegedűs, Artúr Sebestyén en Izidor Sterk. De architectuur heeft zeer veel jugendstil-invloeden. Aangezien het sinds de jaren zestig niet is gerenoveerd, zijn de 400 kamers naar huidige begrippen ietwat verouderd. Vanaf de balkons met tafels en planten, ziet men de baders beneden zwemmen. Het badhuisgebouw is ondersteund met 10 dubbele pilaren, waar een lage badkant aan beide zijden is waar de baders kunnen relaxen in de ligstoelen. Vanaf de rijk versierde inkomhal kan men de baders achter glas zien zwemmen. Het hotel is ook in de Turkse stijl ontworpen. 

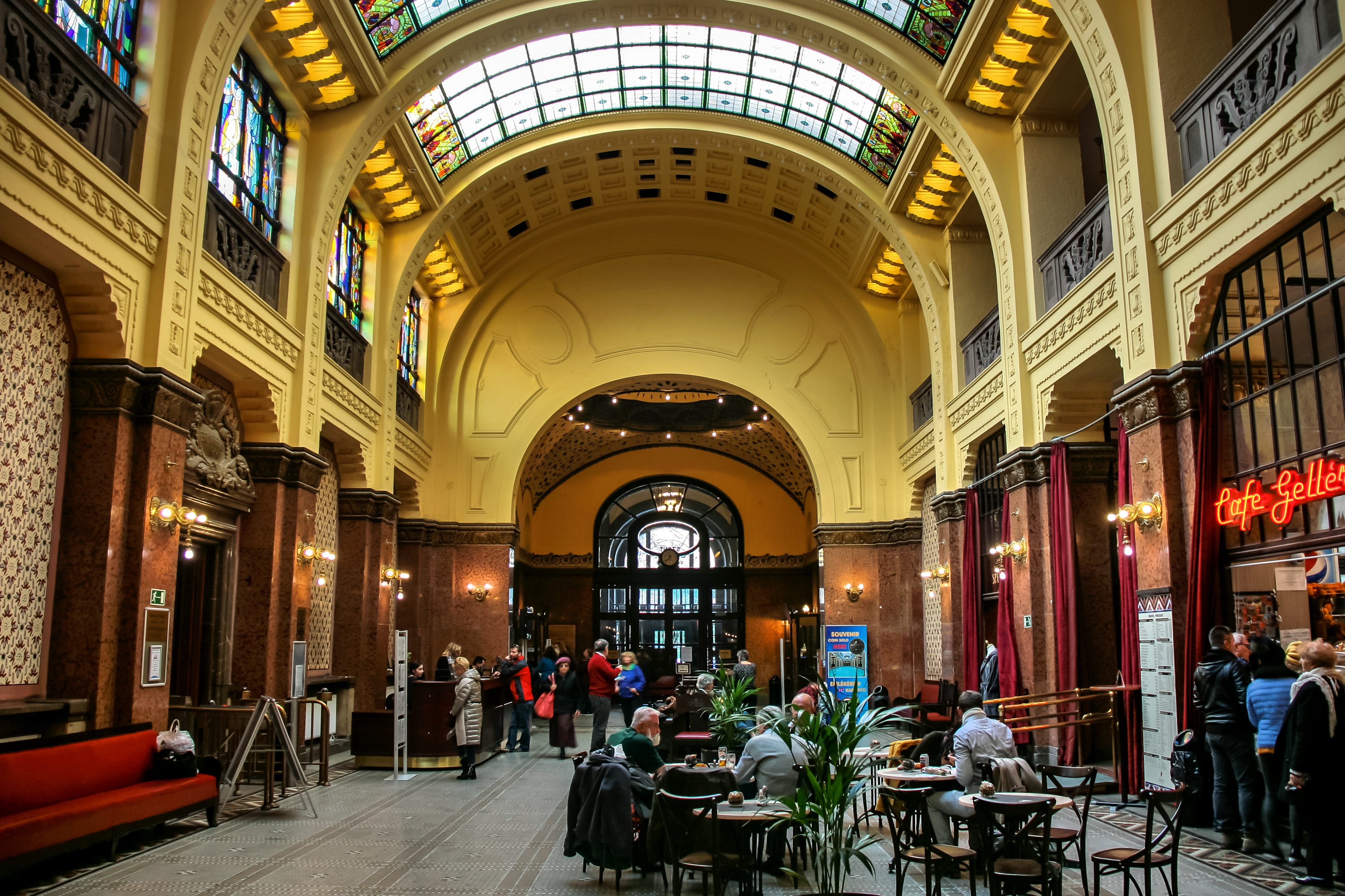
Centrale hal
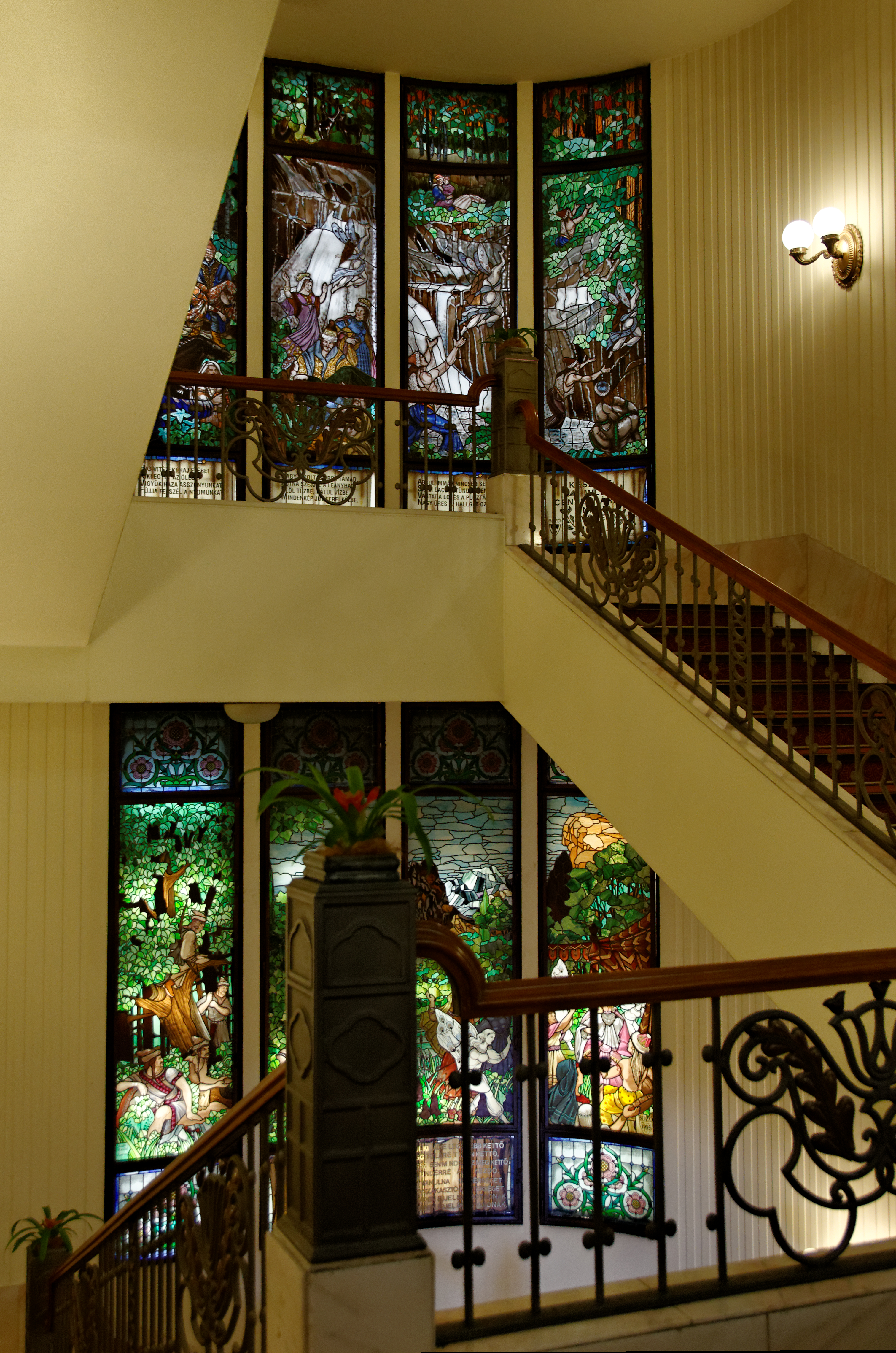
Trappenhuis

## Badhuis
De geneeskrachtige uitwerking van het hier aanwezige thermaalwater was voor plaatselijke bevolking al 2000 jaar geleden bekend. De Romeinen maakten er hier al gebruik van. In de Middeleeuwen werden in de buurt van de bronnen ziekenhuizen gebouwd. Later bouwden de Turken hier hun baden op.
In Hotel Gellért bevindt zich een overdekt bad en achter het hotel een openluchtbad. In het bad bevindt zich middelmatig radioactief kalkhoudend warm water met een temperatuur van 46° Celsius. Er zijn stoom-, kuip-, koolzuur- en zoutwaterbaden en hete luchtstoomcabines. Men kan er ook geneeskrachtige modderbehandelingen ondergaan. Voorts is er een inhalatorium, een zonne-, een golf- en een sproeibad. Men kan er genezing vinden bij gewrichtsziekten, neuralgie, ontstekingen en ziekten van de ademhalingsorganen. In het watermassagebad zijn nog de Turkse halve maanvormige beugels in de muren bevestigd, om het hoofd in te rusten tijdens de watermassage. Men krijgt een kussentje mee, dat men op de beugels legt om de baders nog meer te relaxen tijdens het luchtbellenmassagebad.

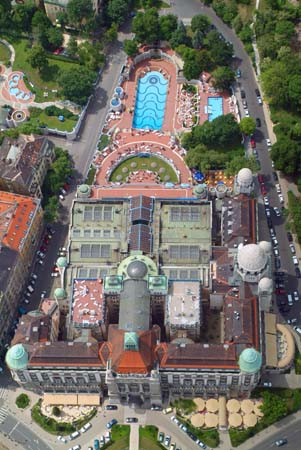
Bovenaanzicht van het hotel, met het erachter liggende openluchtbad
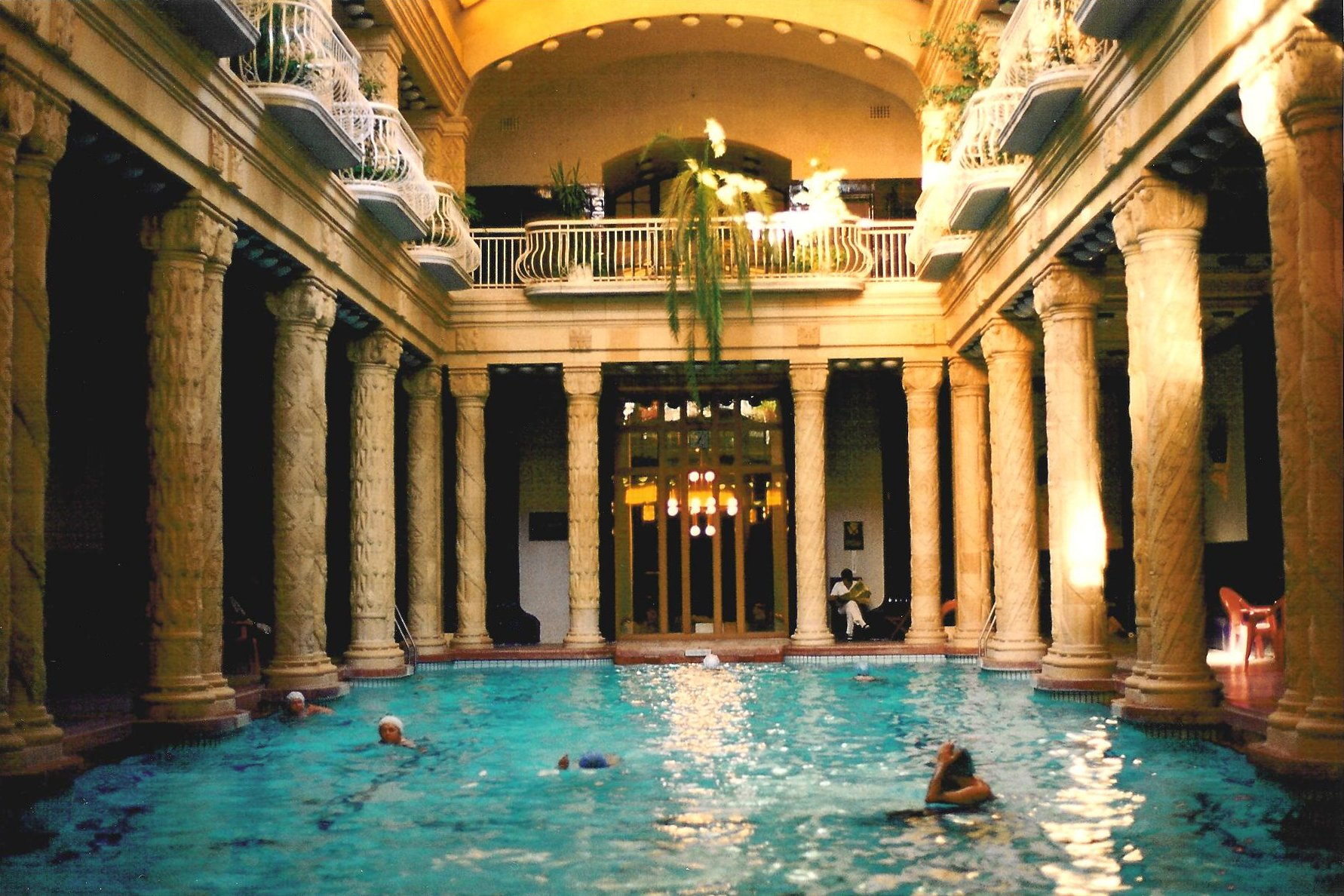
Binnenzwembad

## Trivia
- Prinses Juliana en Prins Bernhard verbleven in 1937 tijdens hun huwelijksreis in hotel Gellért.